# Piège à ions linéaire
Le piège à ions linéaire (en anglais Linear Ion Trap ou LIT ) est une technique de spectrométrie de masse qui est souvent utilisée pour piéger les ions à analyser. Cette méthode consiste à trapper radialement les ions avec les radio-fréquences et axialement à l’aide de potentiels d’arrêt. Les radio-fréquences et les potentiels peuvent être modifiés, ce qui permet d’éjecter les ions soit de façon axiale ou radiale. Le LIT possède une grande efficacité d’injection ainsi qu’une bonne capacité de stockage d’ions. Les pièges à ions linéaires ne sont pas seulement utilisés pour le piégeage, mais peuvent être également employés comme analyseur de masse ou être combinés avec d’autres analyseurs en agissant comme un filtre d’ions. Cette technique permet d’isoler les ions selon leur ratio masse sur charge (m/z) et de sélectionner ceux d’intérêt. On retrouve souvent le piège ionique linéaire couplé à un analyseur Orbitrap, ce qui permet d’améliorer l’efficacité et la détection. La spectrométrie de masse à piège à ions linéaire permet d’analyser plusieurs types d’analytes comme les peptides, les biomarqueurs, et d’identifier et de quantifier les métabolites. Il existe également des trappes ioniques en trois dimensions (ou piège à ions de Paul), où les ions ne sont pas retenus axialement par des radio-fréquences, mais par l’application de potentiel. Lorsque les ions sont retenus axialement par un potentiel d’arrêt et radialement par les radio-fréquences appliquées dans un piège linéaire, on dit qu’il s’agit d’un LIT avec un champ en deux dimensions.

## Histoire
En 1969, l’un des premiers pièges à ions linéaires a été fabriqué par Church et ses collaborateurs. Ce dernier a courbé des quadripôles linéaires en cercles fermés et le champ induit a permis le stockage d’ions H+ et 3 He+ pendant plusieurs minutes. Quelques années plus tard, en 1989, Prestage, Dick et Malecki ont décrit l’utilisation d’un piège quadripolaire linéaire pour étudier le stockage des ions. En 2008, les chercheurs Andrew N. Krutchinsky, Hebert Cohen et Brian T. Chait de l’Université Rockefeller ont obtenu un brevet pour la spectrométrie de masse à piège à ions linéaire (Linear Ion Trap for Mass Spectrometry). Des méthodes pour manipuler les ions dans une trappe à ions ont été développées, ce qui permet de les stocker, les compresser et les éjecter en fonction de leur m/z. Cette trappe ionique brevetée comprend une entrée d’injection, un quadripôle avec deux électrodes aux extrémités pour emprisonner et compresser les ions ainsi que plusieurs sorties possibles, axiales ou radiales, pour l’éjection des ions. Depuis ces travaux, la spectrométrie de masse à piège à ions linéaire ne cesse de s’améliorer.

## Principe de base de la technique
Plusieurs instruments analytiques modernes utilisent des dispositifs de stockage d’ions. Ces instruments permettent d’accumuler, stocker et éjecter des paquets d’ions comme souhaité. Un de ces appareils qui est important est le piège à ions linéaires, ou LIT (linear ion trap). Le principe de cet analyseur de masse consiste en un faisceau continu d’ions qui est introduit dans le LIT pour les piéger, les stocker et éventuellement les acheminer vers un ou des détecteurs, avec l’aide d’une éjection radiale ou axiale selon le mode choisi. Après l’éjection, les ions peuvent également être transmis jusqu’à un autre appareil qui sépare les ions en fonction de leur ratio masse sur charge (m/z). Lorsque les ions sont introduits dans ce type de piège, ils ne peuvent pas quitter axialement le LIT puisque des radio-fréquences sont appliquées aux extrémités. Les ions ne peuvent également pas quitter radialement le LIT puisqu’un potentiel de trappage est appliqué. De cette façon, les ions peuvent être donc piégés dans un temps voulu.

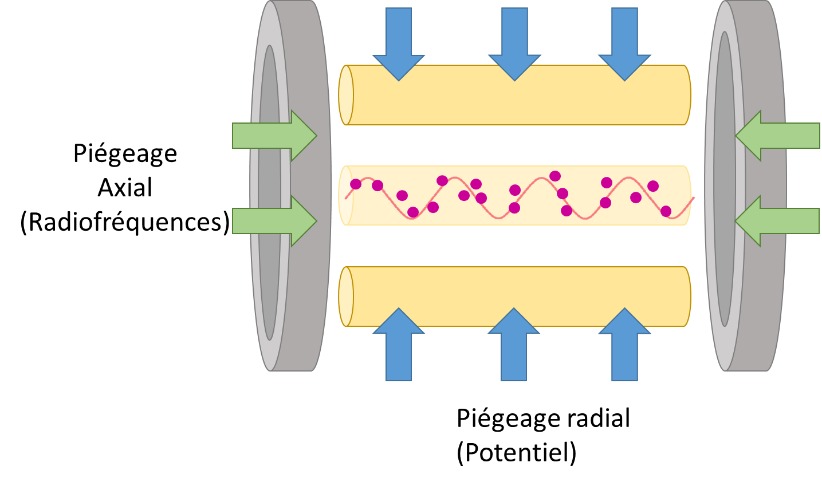
Figure 1 - Schéma d'un piège à ions linéaire

### Introduction des ions
Lors de l’introduction des ions, le potentiel de l’électrode à l’entrée est plus faible que le potentiel du reste du LIT et il n’y a pas de radio-fréquences d’appliquées à cette extrémité. À la sortie, le potentiel est plus grand que celui du reste du piège et il y a l’application de radio-fréquences afin d’empêcher les ions d’en sortir. Par la suite, le potentiel à l’entrée est augmenté et il y a l’application de radio-fréquences, ce qui crée une barrière et piège les ions dans le LIT. Le temps d’accumulation est limité par les ions plus rapides qui entrent en collisions avec les électrodes à la sortie, ce qui les projettent dans la direction inverse. Le potentiel de l’électrode à l’entrée doit être augmenté assez rapidement pour éviter la sortie de ces ions plus rapides, par l’entrée des ions.

### Piégeage etthermalisationdes ions
Le stockage des ions se fait en présence de gaz inerte, par exemple, l’argon ou l’azote à 10-3à 10-2 mbar, ce qui permet la thermalisation des ions et la focalisation des collisions vers l’axe du LIT. Lorsqu’un gaz inerte est présent, l’amplitude du mouvement des ions, représenté sur la figure 1 par la ligne rose, augmente et atteint un état d’équilibre. La collision des ions transforme l’énergie cinétique en énergie interne, ce qui peut mener à la fragmentation des ions. Sans fragmentation, les collisions entre les ions vont affaiblir le mouvement de ceux-ci. L’énergie cinétique et le degré de thermalisation du faisceau d’ions influencent directement le potentiel qui est requis pour arrêter le mouvement axial des ions. Le potentiel de trappage pour les ions plus rapides augmente avec des pressions plus grandes. Le LIT peut stocker des ions avec de grands ratios m/z, tout dépendamment du mode d’ionisation utilisé, et c’est pourquoi il est surtout utilisé pour analyser des protéines, des peptides et des biomarqueurs. Par exemple, l’ion de l’albumine de sérum de bovin, qui a un m/z d’environ 66 000, a pu être stocké par ce piège. Le LIT possède une grande capacité à piéger les ions puisque ces derniers peuvent s’étendre tout le long de l’instrument. Afin d’augmenter le nombre d’ions qui peuvent être piégés, il suffit d’augmenter le volume de la trappe en augmentant sa longueur.

### Mode de balayage SCAN et mode SIM
Le piège à ions linéaire peut être utilisé selon deux modes distincts comme d’autres analyseurs de masse. Le mode SCAN peut être utilisé afin de balayer les m/z pour une gamme déterminée. Dans un balayage, une gamme de fréquences est appliquée successivement au piège à ions. Les ions qui ont des fréquences correspondant à celles provenant du balayage sont éjectés du piège. Le mode SIM (Selected Ion Monitoring), permet de cibler certains ratios m/z dans le LIT afin d’isoler le ou les ions désirés. En mode SIM, les tiges du quadripôle doivent avoir un voltage continu, ce qui crée un champ axial qui trappe les autres ions. Il y a aussi des radio-fréquences qui génèrent un champ quadripolaire radial pour piéger les ions non désirés. Finalement, il doit y avoir deux phases de voltage alternatif supplémentaires appliquées tout le long de la tige pour l’isolation des ions, l’activation et l’éjection sélective selon leur masse. C’est aussi avec cette méthode qu’il est possible de filtrer les ions de les analyser avec plus de précision.

### Éjection des ions
Le piège à ions linéaire peut éjecter les ions selon deux modes, soit l’éjection radiale ou axiale. Ces deux modes permettent une grande possibilité d’utilisation et de couplage avec d’autres types d’appareils. Les ions qui sont à l’intérieur de la trappe sont excités par l’application d’un potentiel axial et l’émission de radio-fréquences radiales. Une excitation cinétique peut être aussi appliquée spécifiquement sur les ions sélectionnés. Les potentiels appliqués peuvent varier le long du quadripôle afin de mieux diriger les ions et de faciliter l’éjection. Lorsqu’il y a modification des potentiels à une extrémité voulue, l’éjection peut être possible.

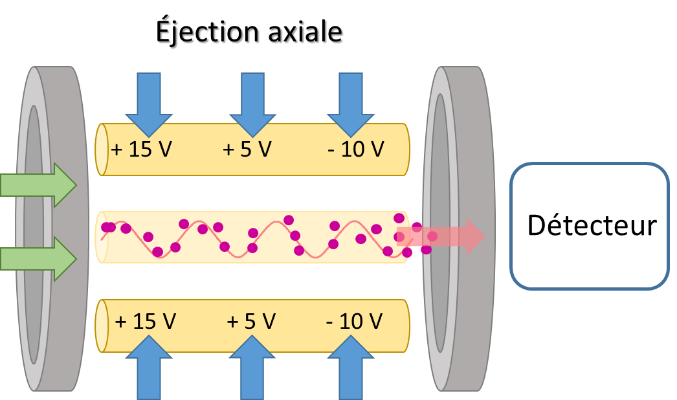
Figure 2 - Mode d’éjection axiale

#### Éjection de type axiale
Pour l’éjection axiale des ions, le potentiel du quadripôle près de la sortie est diminué et il n’y a plus de radio-fréquences d’appliquées à la sortie, ce qui permet aux ions de quitter le piège ionique axialement. Cette dernière étape peut être effectuée à n’importe quel moment durant l’analyse, selon l’utilisation désirée. Ce mode consiste donc à appliquer un courant alternatif aux tiges du LIT pour permettre l’éjection axiale des ions selon leur ratio masse sur charge. Quand la fréquence d’oscillation des ions correspond à la fréquence du champ alternatif auxiliaire, l’excitation des ions est affectée de façon à augmenter son énergie cinétique axiale et entraîne ainsi l’éjection de ces ions du LIT.

#### Éjection de type radiale

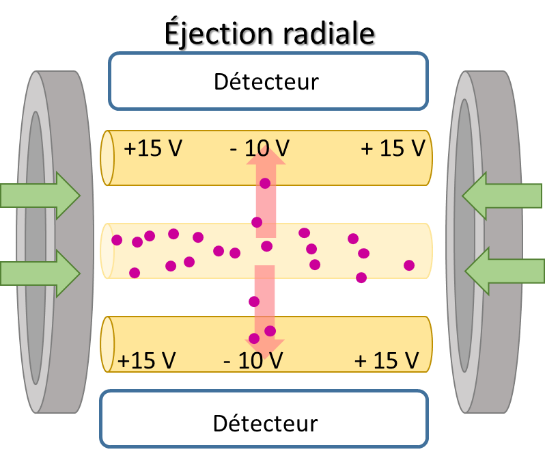
Figure 3 - Mode d'éjection radiale

Le second mode d’éjection consiste à diminuer le potentiel appliqué le long du quadripôle servant à garder les ions dans la trappe. Il a aussi l’application des radio-fréquences aux extrémités de la trappe afin de les empêcher de sortir axialement. Lorsque le potentiel n’est plus appliqué, les ions sont éjectés vers le détecteur en passant par les fentes dans les quadripôles qui sont illustrées sur la Figure 4. Avec l’éjection radiale, il est possible d’utiliser deux détecteurs distincts, de part et d’autre, ce qui permet une meilleure sélectivité,.

### Parties du piège à ions linéaire

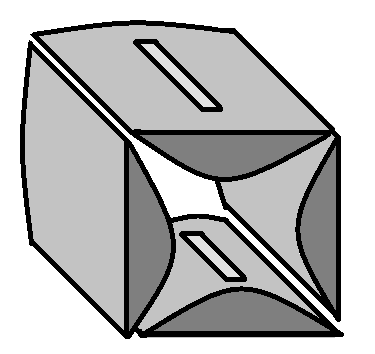
Figure 4 – Schéma d’un piège à ions linéaire

Le piège à ions linéaire est constitué d’un quadripôle composé de deux paires de barres métalliques positionnées parallèlement afin de pouvoir appliquer des potentiels différents. Les deux paires sont placées perpendiculairement l’une par rapport à l’autre comme illustré dans la Figure 4. À chaque extrémité de ces tiges se trouvent des électrodes d’entrée et de sortie. Des potentiels et des radio-fréquences sont appliqués afin de repousser les ions au centre et de les piéger pendant le temps désiré.
Le piège ionique peut être relié à une source de gaz inerte, comme l’hélium ou l’azote, à faible pression qui refroidit les ions pendant leur piégeage. Selon le mode d’éjection, les ions peuvent être éjectés par les fentes dans deux barres qui sont opposées (éjection radiale) ou peuvent sortir par les extrémités (éjection axiale). Ce genre d’instrument a été développé par Hager et ses collaborateurs en remplaçant le second ou le dernier quadripôle d’un instrument de type triple quadripôle (QqQ) par un LIT. Il est donc possible d’avoir un Q-LIT-Q ou un QqLIT.

### Applications
Le piège à ions linéaire peut être utilisé comme un filtre de masse ou tout simplement comme une trappe à ions. En effet, le piège peut accumuler les ions lors de l’application de potentiels et de radio-fréquences aux extrémités. En étant piégés, les ions peuvent être concentrés au centre de la trappe, être focalisés et former des paquets d’ions. Lors du piégeage, il est également possible de dissocier les ions afin de former de nouveaux fragments et de les accumuler pour ensuite les analyser. Les trappes à ions linéaires sont très utilisées pour accumuler les ions avant de les injecter par paquet dans les analyseurs FT-ICR (Fourier Tramsform Ion Cyclotron Resonance) ou oaTOF (orthogonal acceleration Time-Of-Flight). Pour ces instruments en particulier, le LIT va servir à accumuler les ions jusqu’à ce qu’une quantité convenable pour l’analyseur soit atteinte, à rétrécir la distribution de l’énergie cinétique des ions et transférer les paquets d’ions jusqu’à un analyseur de masse qui fonctionne avec les paquets d’ions.

#### Types d'analytes
Le piège à ions linéaire peut servir comme technique d’analyse pour divers types d’analytes. Les échantillons contenant les analytes doivent être ionisables afin de pouvoir utiliser cette technique. Il est donc possible d’analyser une gamme variée d’analytes comme les peptides et les protéines qui sont capables d’être ionisés et qui sont fragmentables afin d’obtenir une certaine efficacité et une résolution dans les spectres expérimentaux.

### Couplages avec d'autres analyseurs de masses

#### Analyseur de masse à temps de vol
Le spectromètre de masse à temps de vol peut être couplé à un piège à ions linéaire, ce qui permet l’utilisation d’une source continue d’ions (exemple : ESI). La trappe ionique linéaire permet d’accumuler les ions pour former des paquets d’ions et de les éjecter dans le détecteur TOF. Ce système peut aussi permettre de faire de la spectrométrie en tandem multi-étapes (MSn). Le LIT peut donc servir comme analyseur de masse couplé avec le TOF ou tout simplement comme méthode de préparation des ions et des fragments avant l’analyse par le TOF.

#### Analyseur de masse Orbitrap
Le piège à ions linéaire est souvent couplé à un Orbitrap (LIT-Orbitrap) en améliorant la focalisation des ions après leur passage à la source d’ionisation. Le LIT peut piéger, isoler et fragmenter les ions et les envoyer vers l’Orbitrap pour procéder à l’analyse. Le piège à ions est donc utilisé comme une méthode de préparation et d’injection, puisqu’il a une grande capacité de piégeage des ions, mais permet aussi une présélection des ions avant de pénétrer dans l’Orbitrap où l’analyse sera effectuée. Cet analyseur est souvent couplé à un piège à ions linéaire, comme l’Orbitrap Elite, un spectromètre de masse hybride composé de deux LIT ainsi qu’un Orbitrap.

#### Analyseur de masse triple quadripôle
Ce couplage aussi appelé QqLIT est utilisé avec le mode d’éjection axial, ce qui permet d’augmenter la sensibilité due à la focalisation que procure le LIT. Ce couplage d’analyseur est un des seuls qui peuvent permettre l’utilisation du Q3 dans deux différents modes lors d’une même analyse. De petites molécules ou de grosses molécules peuvent donc être analysées qualitativement et quantitativement sur le même appareil. La sélectivité peut être augmentée en éliminant les ions non désirables, ce qui augmente de façon considérable la qualité des acquisitions.

### Avantages et inconvénients

#### Avantages
- Le LIT a une grande capacité pour piéger les ions puisque ces derniers peuvent s’étendre tout le long de l’appareil. Le volume de la trappe peut être facilement augmenté seulement en la faisant plus longue[1].
- Il y a possibilité d’avoir une focalisation plus efficace lors de l’introduction des ions dans le piège avec l’application de potentiel et de radiofréquences. L’efficacité du piégeage des ions est donc près de 100% avec cet analyseur pour des ions de faible énergie[7].
- Avec le piège ionique linéaire, il est possible d’effectuer deux types d’expulsion, contrairement à la trappe trois dimensions qui expulse les ions exclusivement sur l’axe z. L’expulsion radiale permet l’utilisation de deux détecteurs distincts, tandis que le mode axial est restreint à un seul détecteur.
- Avec les deux modes d’expulsion, le piège ionique linéaire a la capacité de retirer les ions indésirables, ce qui augmente la sensibilité dans les spectres résultants[1].
- Tout comme le piège 3D, le piège ionique linéaire a la possibilité de répéter l’expérience n fois pour effectuer une expérience MSn jusqu’à un nombre limité de répétitions. Ce type d’expérience permet donc une analyse MS en tandem temporelle[1].
- Les temps d’analyse sont très courts puisque les temps de cycle sont rapides. Il y a donc moins de diffusion des ions, ce qui permet une haute résolution.
- Le LIT peut être utilisé pour l’analyse de grands ratios m/z et a une bonne fréquence de balayage en mode SCAN[4].

#### Inconvénients
- L’efficacité du piégeage d’ions diminue quand la pression est diminuée[7].
- Le piège à ions linéaire est rarement utilisé seul. Il doit donc être couplé à un autre appareil pour avoir une meilleure efficacité.
- Lorsque le LIT est utilisé comme analyseur de masse, seulement les plus petites molécules peuvent être analysées quantitativement et qualitativement. Les molécules avec des grosseurs plus importantes ne peuvent qu’être analysées de façon qualitative.